# Кривешти (Струнга)
Кривешти (рум. Crivești) насеље је у Румунији у округу Јаши у општини Струнга. Oпштина се налази на надморској висини од 139 m.

## Становништво
Према подацима из 2002. године у насељу је живело 287 становника, од којих су сви румунске националности.